# Hara-juku
Hara-juku (jap. 原宿 Hara-juku) – trzynasta z 53 stacji szlaku Tōkaidō, położona obecnie w mieście Numazu w prefekturze Shizuoka. 

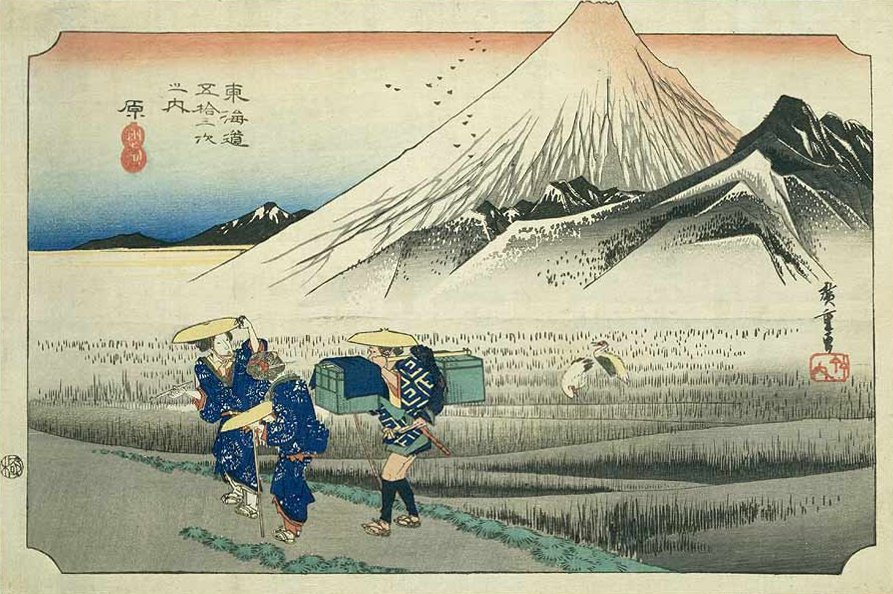
Stacja w latach 30. XIX wieku, Hiroshige Andō

Malowano tu wiele obrazów ze względu na obecność góry Fudżi w tle.